# 7360 Moberg
7360 Moberg este un asteroid din centura principală de asteroizi.

## Descriere
7360 Moberg este un asteroid din centura principală de asteroizi. A fost descoperit pe 30 ianuarie 1996 la Observatorul La Silla de Claes-Ingvar Lagerkvist. El prezintă o orbită caracterizată de o semiaxă mare de 2,25 ua, o excentricitate de 0,10 și o înclinație de 5,4° în raport cu ecliptica.